# Ōta-gawa
Le fleuve Ōta (太田川, Ōta-gawa) est un cours d'eau du Japon qui coule dans la préfecture de Shizuoka.

## Géographie
Le fleuve Ōta a une longueur de 44 km et s'étend sur un bassin versant d'une superficie d'environ 474 km2. Il prend sa source dans le bourg de Mori (district de Shūchi).
Son cours s'oriente nord-sud jusqu'à son embouchure, la mer d'Enshū, au sud-est d'Iwata.

## Principaux affluents
- La rivière Haranoya